# Semiothisa bupalaria
Semiothisa bupalaria är en fjärilsart som beskrevs av Claude Herbulot 1954. Semiothisa bupalaria ingår i släktet Semiothisa och familjen mätare. Inga underarter finns listade i Catalogue of Life.